# Петрынин, Александр Геннадьевич
Алекса́ндр Генна́дьевич Петры́нин (род. 1962) — советский и российский педагог, специалист по работе с девиантным поведением детей. Народный учитель Российской Федерации (2023). Кандидат педагогических наук (2000). Почётный гражданин города Хабаровска.

## Биография
Родился 30 апреля 1962 года в Хабаровске. Мать — учительница, отец — военный, брат пошёл по стопам отца и также стал военным.
В школьные годы Александр хотел стать дипломатом, изучал английский язык и международный этикет. В возрасте 16 лет приехал в Москву на Всероссийский литературный праздник школьников, где познакомился с Агнией Барто, впоследствии надолго сохранил с ней дружеские отношения. Именно А. Барто впервые указала Александру на то, что его призвание — педагогика.
Поступив в Хабаровский институт инженеров железнодорожного транспорта (ХабИИЖТ), принимал активное участие в студенческом самоуправлении и самодеятельности — был командиром ССО «Паллада», внештатным инструктором Хабаровского городского комитета ВЛКСМ, организовывал городские и краевые праздники и слёты воспитанников интернатных учреждений. Вечером, в свободное от учёбы время, работал вожатым в детском доме. Во время бунта в Бикинской спецшколе для малолетних правонарушителей добровольно вызвался поехать туда, сумев уговорить воспитанников прекратить бунт.
После окончания ХабИИЖТ в 1985 году работал в спецпрофтехучилище закрытого типа для детей с девиантным поведением в посёлке Известковый Еврейской автономной области. Пользовался авторитетом у воспитанников и уважением у начальства. Однако после смены директора ситуация в СПТУ ухудшилась — новое руководство попустительски относилось к деятельности в учреждении криминальной субкультуры, и даже негласно использовала эту субкультуру в целях контроля за воспитанниками. В этих условиях А. Г. Петрынин был вынужден поставить перед краевыми властями вопрос о закрытии данного учреждения: в итоге по решению первого секретаря Хабаровского крайкома КПСС СПТУ в Известковом было закрыто.
После закрытия СПТУ три года работал учителем истории и завучем по воспитательной работе в хабаровских средних школах № 75 и № 76. В 1990 году получил второе высшее образование, окончив Хабаровский педагогический институт (заочно, экстерном и с отличием).
В 1992 году давняя знакомая А. Г. Петрынина, Татьяна Михайловна Ковалёва открыла в Томске частную школу, а Петрынину предложила открыть при этой школе детский дом. Однако по совету начальника Управления образования В. Ф. Саватеевой им было принято решение открыть подобное учреждение в Хабаровске, на базе закрытого учебно-производственного комбината. Так в Хабаровске появился Центр профессиональной реабилитации и коррекции, ныне — КГБОУ «Хабаровский краевой центр психолого-педагогической, медицинской и социальной помощи». Первые два года в здании бывшего УПК шла реконструкция (Петрынин, как инженер по образованию, лично руководил ей), параллельно вёлся набор педагогов и поиск воспитанников для будущего центра. Занятия начались в январе 1994 года.
При создании центра А. Г. Петрыниным была разработана модель образовательного учреждения нового типа, в котором процесс коррекции девиантного поведения несовершеннолетних был гуманистически ориентирован. Эта модель позволила успешно предотвращать попытки суицида, бродяжничество, психологическую дезадаптацию и отклонения в поведении среди воспитанников центра. За почти 30 лет работы центра через него прошло несколько тысяч подростков, большинство из которых успешно прошли реабилитацию, получили основное общее и профессиональное образование и интегрировались в общество.
По состоянию на 2015 год в центре обучалось 99 человек — в прошлые годы число воспитанников доходило до 130. Приём воспитанников осуществляется с 10 лет. При учреждении функционируют школа, приют, а также несколько цехов с токарными и слесарными станками. Воспитанники заняты здесь целый день: утром — уроки, днём — занятия по освоению рабочих профессий (столярное, токарное и слесарное дело у мальчиков, швейное производство у девочек). Важная особенность центра — все воспитанники содержатся в нём исключительно на добровольной основе, то есть ребёнок имеет право покинуть центр, если по каким-то причинам ему там не понравится.
А. Г. Петрынин активно занимается подготовкой педагогов-реабилиотолов — на базе его центра развёрнута работа первого в крае центра компетенций для специалистов этого профиля, в котором проходят стажировку педагоги не только из Хабаровского края, но и из других регионов России. В 2011 году центр Петрынина один из первых в России получил статус Федеральной инновационной площадки, действовавшей до 2015 года — затем приказом Министерства образования и науки Российской Федерации от 13 апреля 2016 г. данный статус был продлён до 2020 г. Опыт работы коллектива Центра занесён в краевую картотеку инновационного педагогического опыта, одобрен и рекомендован к распространению Коллегией Министерства образования России. Ему неоднократно предоставлялись гранты Министерства образования РФ.
Под руководством А. Г. Петрынина его центр стал лауреатом VI Московской международной выставки-форума «Школа-2002», дипломантом Российских образовательных форумов 2003 и 2004 годов, обладателем почётного звания «Знак качества образования», победителем Всероссийского фестиваля авторских школ (2006) в номинациях «Авторская школа», «Инновационная школа», «Эффективная школа», победителем Всероссийского фестиваля инновационных психолого-педагогических проектов «Психология и современное российское образование» (2007). В 2013 году Центр стал лауреатом первого конкурса «100 лучших школ России» в номинации «Лучший центр психолого-педагогической реабилитации и коррекции»
А. Г. Петрынин имеет свыше 70 научных и учебно-методических публикаций, в том числе учебные пособия, некоторые из которых изданы в Москве. В 2000 году он защитил диссертацию на соискание учёной степени кандидата педагогических наук на тему «Педагогическая реабилитация несовершеннолетних с девиантно-криминальным поведением в условиях образовательного учреждения нового типа».

## Личная жизнь
По вероисповеданию православный: крещён в детстве, сознательно пришёл к вере в 1988 году, после посещения Оптиной пустыни. Является крёстным отцом тысячи двухсот своих воспитанников.

## Награды
- Народный учитель Российской Федерации (03 октября 2023 года) — за большой вклад в развитие образования и многолетнюю добросовестную работу[2]
- Заслуженный учитель Российской Федерации (29 июля 2002) — за заслуги в обучении и воспитании учащихся и многолетний добросовестный труд[3]
- медаль ордена «За заслуги перед Отечеством» II степени (28 января 2010) — за достигнутые трудовые успехи и многолетнюю плодотворную работу[4]
- Отличник народного просвещения
- диплом «За заслуги перед городом» (Хабаровск, 2012)
- почётный титул Российского детского фонда «Рыцарь детства» (2015)
- премия администрации Хабаровского края в области государственной молодёжной политики (1997)
- премия имени Якова Дьяченко (1998)
- патриарший знак «700-летие Преподобного Сергия Радонежского» (РПЦ)
- почётный знак «Директор года — 2013»
- Почётный гражданин Хабаровска (2018)[5]
- медаль «Спешите делать добро» (2018)[6]